# Sami Jauhojärvi
Sami Jauhojärvi (n. 5 mai 1981, Ylitornio, Lapin lääni, Finlanda) este un schior de fond ce a reprezentat Finlanda, medaliat olimpic. A participat la 3 ediții ale Jocurilor Olimpice (2006, 2010, 2014) în care a câștigat o medalie de aur.